# 塊斑歧鬚鮠
塊斑歧鬚鮠，為輻鰭魚綱鯰形目倒立鯰科的其中一種，為熱帶淡水魚，分布於非洲喀麥隆沙那加河與Nyong河流域，體長可達4公分，棲息在岩石底質底中層水域，生活習性不明。